# Lockheed F-94 Starfire
Chiếc Lockheed F-94 là kiểu máy bay tiêm kích đánh chặn phản lực hoạt động trong mọi thời tiết đầu tiên được đưa vào hoạt động trong Không quân Hoa Kỳ.

## Thiết kế và phát triển

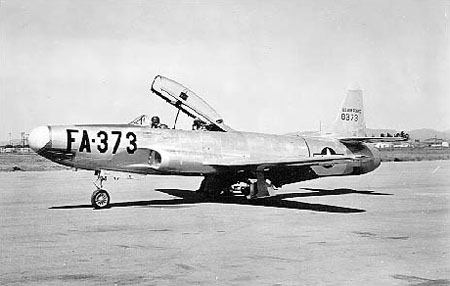
Chiếc nguyên mẫu YF-94

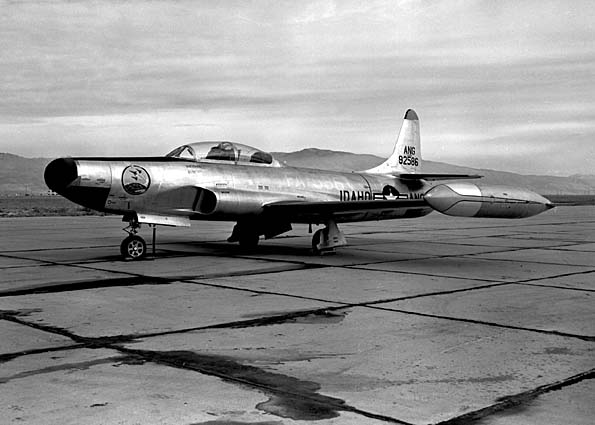
F-94A thuộc Không lực Vệ binh Quốc gia Idaho

F-94 được chế tạo theo một tiêu chuẩn của Không quân Hoa Kỳ năm 1948 về một chiếc máy bay tiêm kích đánh chặn được trang bị radar để thay thế chiếc Northrop F-61 Black Widow cũ kỹ và chiếc North American F-82 Twin Mustang, và đặc biệt được thiết kế để đối phó lại nguy cơ từ chiếc máy bay ném bom mới Tupolev Tu-4 của Liên Xô. Chiếc F-94 được cải tiến tử phiên bản huấn luyện hai chỗ ngồi TF-80C (sau này là T-33 Shooting Star) vốn có nguồn gốc từ chiếc F-80 Shooting Star, với các súng, radar và hệ thống điều khiển hỏa lực tự động được bổ sung thêm.
Hệ thống điều khiển hỏa lực của nó là kiểu Hughes E-1, bao gồm một radar AN/APG-33 (cải tiến từ kiểu AN/APG-3 vốn dùng để dẫn hướng khẩu súng đuôi của chiếc Convair B-36) và một hệ thống tính toán ngắm bắn Sperry A-1C. Thân chiếc TF-80C được kéo dài để chứa radar và thiết bị điện tử. Vì công việc chuyển đổi trông có vẻ đơn giản, một hợp đồng được trao cho Lockheed vào đầu năm 1949, và chuyến bay đầu tiên cất cánh vào ngày 16 tháng 4 năm 1949.
Trọng lượng nặng thêm của các thiết bị điện tử nhanh chóng đòi hỏi cần phải có động cơ mạnh hơn, một kiểu động cơ Allison J33-A-33 có đốt sau được sử dụng để thay thế động cơ J-33 thông thường. Chiếc F-94 trở thành máy bay Mỹ đầu tiên sản xuất hằng loạt US được trang bị động cơ đốt sau. Sự kết hợp động cơ mới to hơn và các thiết bị điện tử làm giảm trữ lượng nhiên liệu bên trong thân máy bay; nên phải dùng đến các thùng nhiên liệu tháo bỏ được bên ngoài để bù vào. 
Kiểu đầu tiên F-94A được trang bị bốn súng máy M2 Browning 12,7 mm (0,50 in) gắn trên thân với họng súng đặt ngay phía sau vòm radar. Nó có thể mang hai bom 450 kg (1.000 lb), cho phép chiếc máy bay có thêm vai trò phụ như là máy bay tiêm kích-ném bom. Có 109 chiếc được chế tạo. Phiên bản tiếp nối F-94B, được đưa vào hoạt động từ tháng 1 năm 1951, có hệ thống điện tử và động cơ được nâng cấp và tin cậy hơn, cũng như hệ thống hạ cánh tự động (ILS) mới. Có 356 chiếc được chế tạo.
Chiếc F-94C Starfire được cải tiến đáng kể từ các phiên bản F-94 trước đó; thực ra ban đầu nó được đặt tên là F-97, nhưng sau đó được quyết định xem nó chỉ như là một phiên bản mới của chiếc F-94. Lúc đầu, mối quan tâm của Không quân Hoa Kỳ khá lạnh nhạt, nên Lockheed tự đầu tư vào việc phát triển. Để cải thiện tính năng bay, nó được gắn một kiểu cánh mới mỏng hơn trước nhiều. Động cơ J33 được thay bằng kiểu Pratt & Whitney J48 mạnh mẽ hơn, một phiên bản chế tạo theo giấy phép nhượng quyền của kiểu động cơ Rolls-Royce Tay có đốt sau. Hệ thống điều khiển hỏa lực được nâng cấp lên kiểu mới Hughes E-5 với radar AN/APG-40 trong một mũi lớn hơn. Các súng máy được tháo bỏ, thay thế bằng vũ khí toàn rocket gắn trên một vòng chung quanh mũi vòm radar. Chiếc F-94C là phiên bản duy nhất được chính thức đặt tên là Starfire. Theo thời gian, cả họ máy bay F-94 đều cùng sử dụng cái tên này.
Một phiên bản F-94D được đề nghị như là một chiếc máy bay tiêm kích-ném bom, với bom và rocket mang dưới cánh. Một chiếc nguyên mẫu được chế tạo, nhưng kiểu này không được chấp thuận để sản xuất. Chiếc nguyên mẫu sau này được sử dụng làm bệ thử cho khẩu pháo M61 Vulcan 20mm, sẽ được trang bị sau này trên chiếc F-104 Starfighter và nhiều chiếc khác.

## Lịch sử hoạt động

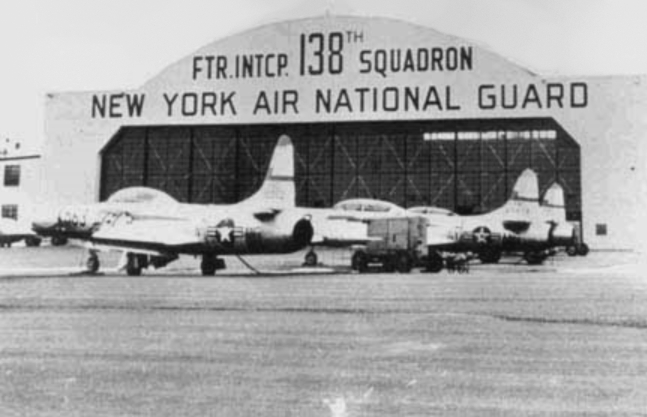
Chiếc F-94B thuộc Phi đội Tiêm kích Đánh chặn 138 Không lực Vệ binh Quốc gia New York

Một đội biệt phái được gửi đến Triều Tiên, nơi nó tham gia chiến sự trong cuộc Chiến tranh Triều Tiên và bắn rơi được bốn máy bay tiêm kích địch. Một đội biệt phái khác là Phi đội Tiêm kích Đánh chặn 59, (đánh chặn ban đêm và đánh chặn mọi thời tiết) được gửi đến Goose Bay, Labrador vào tháng 11 năm 1952, và đặt dưới quyền kiểm soát của Bộ chỉ huy không quân Tây Bắc (NEAC). Một đội bay của phi đội này được giữ tại căn cứ Thule nhằm dự phòng cho căn cứ radar cảnh báo sớm từ xa trên đảo Greenland.
Chiếc F-94B phục vụ trong Không lực Hoa Kỳ cho đến năm 1954 khi chúng được chuyển cho lực lượng Không lực Vệ binh Quốc gia. Khi phục vụ cho Vệ binh Quốc gia, một số được cải tiến với một cụm dưới cánh mang thêm hai súng máy 12,7 mm (0,50 in), nâng tổng số lên tám khẩu.
Chiếc máy bay F-94C sản xuất đầu tiên được giao hàng vào tháng 7 năm 1951, và có 387 chiếc được giao cho đến tháng 5 năm 1954. Vấn đề lớn nhất được tìm thấy khi hoạt động là những chiếc rocket gắn trước mũi máy bay, trong khi rất hiệu quả, lại che mắt đội bay với khói và lửa. Những thùng nhiên liệu và cụm rocket giữa cánh được bổ sung, mỗi cái mang được 12 rocket. Hầu như những rocket trước mũi đều không được nạp, và đế rocket ở giữa cánh là vũ khí duy nhất được trang bị.
Chiếc F-94C được nghỉ hưu khỏi hoạt động của Không quân Hoa Kỳ vào năm 1959, khi những máy bay tiêm kích đánh chặn mới hơn và có năng lực hơn được đưa vào hoạt động. Các đơn vị thuộc Không lực Vệ binh Quốc gia cho nghỉ hưu những chiếc F-94 của họ một năm sau đó.

## Các phiên bản

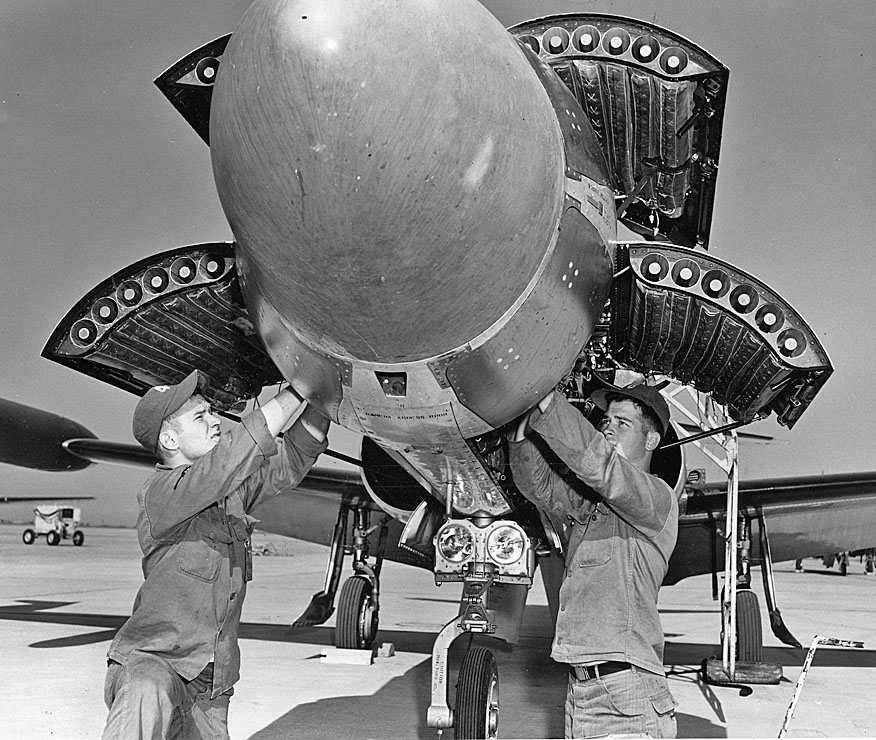
Chiếc F-94C được trang bị rocket FFAR 2,75 in

YF-94
Hai chiếc T-33A được cải biến thành chiếc nguyên mẫu YF-94. Hai chiếc được chế tạo.
F-94A
Phiên bản máy bay tiêm kích đánh chặn hai chỗ ngồi hoạt động trong mọi thời tiết.
YF-94B
Chiếc nguyên mẫu của phiên bản sản xuất thứ hai.
F-94B
YF-94C
Nguyên mẫu. Hai chiếc được chế tạo.
F-94C
F-94D
Phiên bản tiêm kích-ném bom được đề nghị cho Không quân Hoa Kỳ.

## Các nước sử dụng
Hoa Kỳ
- Không quân Hoa Kỳ
- Không lực Vệ binh Quốc gia

## Đặc điểm kỹ thuật (F-94C Starfire)

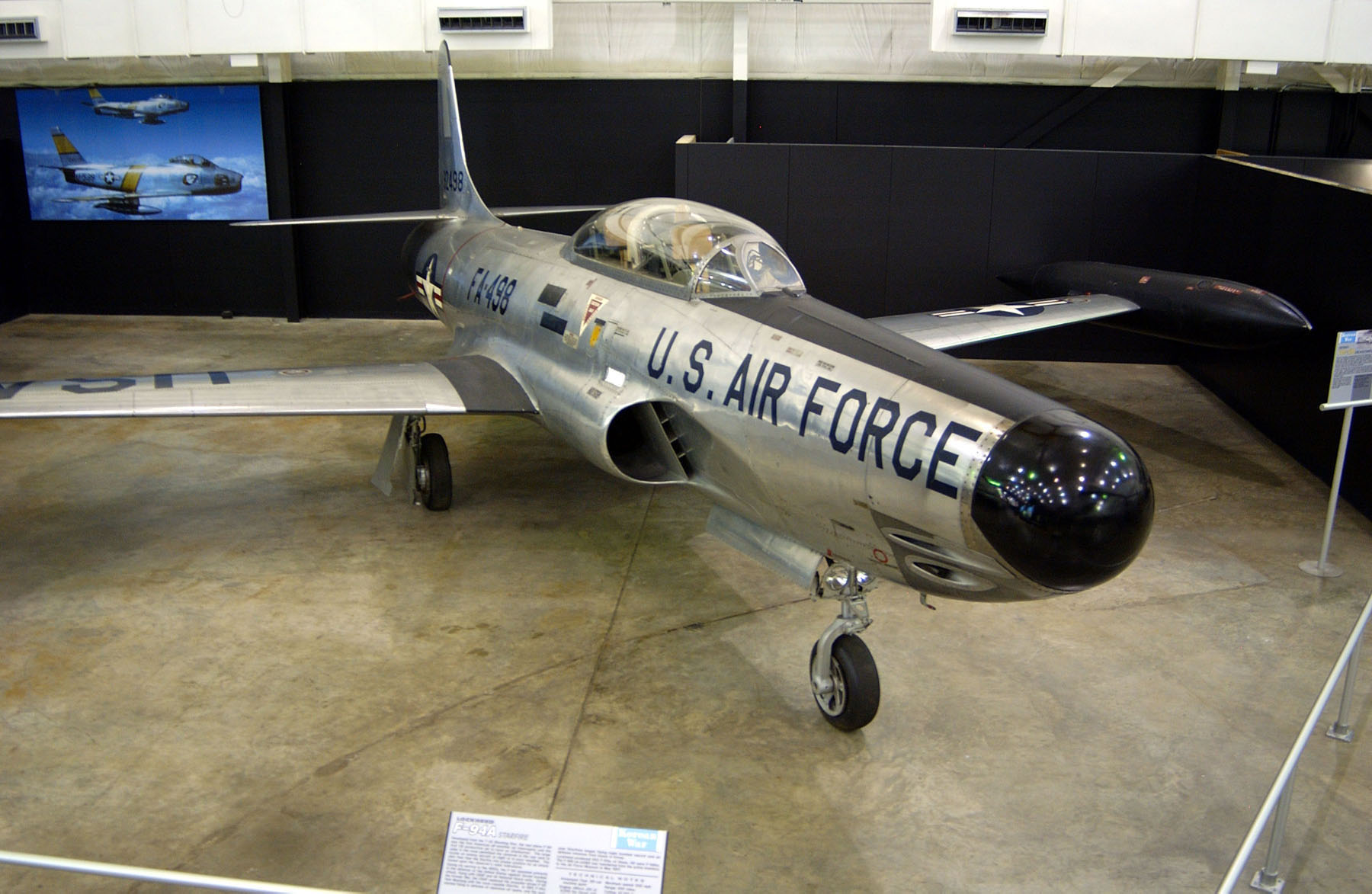
Chiếc Lockheed F-94A (số hiệu FA-498)

### Đặc tính chung
- Đội bay: 02 người
- Chiều dài: 13,6 m (44 ft 6 in)
- Sải cánh: 12,9 m (42 ft 5 in)
- Chiều cao: 4,5 m (14 ft 11 in)
- Diện tích bề mặt cánh: 21,63 m² (232,8 ft²)
- Lực nâng của cánh: 384 kg/m² (78,6 lb/ft²)
- Trọng lượng không tải: 5.764 kg (12.708 lb)
- Trọng lượng có tải: 8.300 kg (18.300 lb)
- Trọng lượng cất cánh tối đa: 10.970 kg (24.184 lb)
- Động cơ: 1 x động cơ Pratt & Whitney J48-P-5 turbo phản lực, lực đẩy 8.750 lbf (38,9 kN)

### Đặc tính bay
- Tốc độ lớn nhất: 1.030 km/h (556 knot, 640 mph)
- Tầm bay tối đa: 2.050 km (1.100 nm, 1.275 mi)
- Bán kính chiến đấu: 1.300 km (700 nm, 805 mi)
- Trần bay: 15.670 m (51.400 ft)
- Tốc độ lên cao: 40,5 m/s (7.980 ft/min)
- Tỉ lệ lực đẩy/khối lượng: 0,48

### Vũ khí
- 24 × hoặc 48 × rocket FFAR 70 mm (2,75 in)

### Điện tử
- radar AN/APG-40

## Nội dung liên quan

### Máy bay liên quan
- F-80 Shooting Star
- T-33 Shooting Star

### Máy bay tương tự
- P-61 Black Widow
- F-82 Twin Mustang
- F-89 Scorpion
- Yakovlev Yak-25

### Trình tự thiết kế
XF-91 - XF-92 - YF-93 - F-94 - YF-95 - YF-96 - YF-97 - XF-98 - IM-99 - F-100

### Danh sách liên quan
- Danh sách máy bay chiến đấu
- Danh sách máy bay quân sự Hoa Kỳ